# マッケロンチーニ・ディ・カンポフィローネ

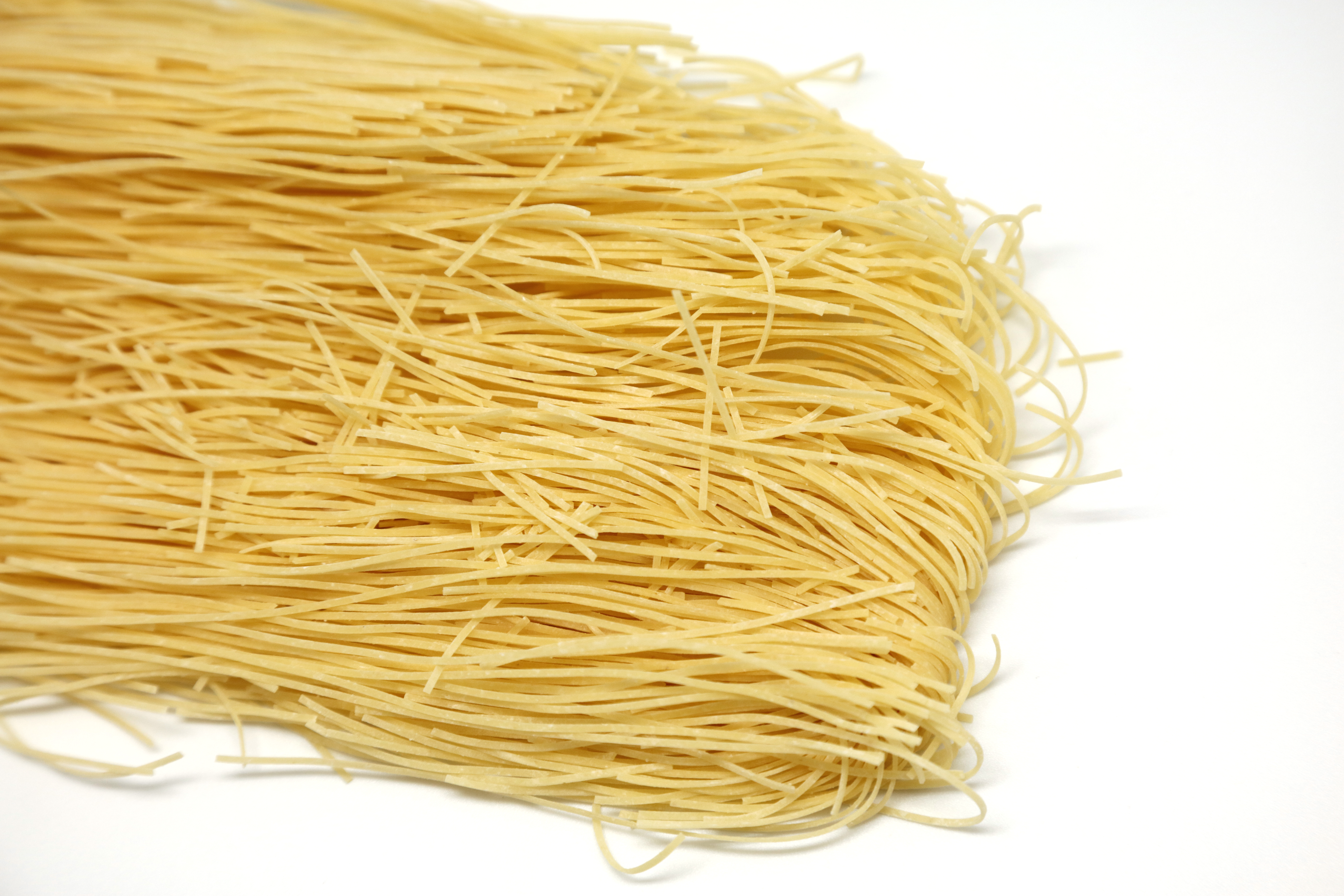
マッケロンチーニ・ディ・カンポフィローネ（調理前）

マッケロンチーニ・ディ・カンポフィローネ、カンポフィローネ風マッケロンチーニ（イタリア語: maccheroncini di Campofilone）は、イタリア・マルケ州カンポフィローネと周辺で食されている鶏卵を用いた伝統的なロングパスタ。
カペッリーニ・ディ・カンポフィローネ（capellini di Campofilone）、マッキャリーニ（maccarini）とも呼ばれる。
古くは小麦粉で作られていたが、今日ではデュラムコムギ粉から作られ、卵黄のみでなく全卵を練りこんで作る。パスタ生地を薄く伸ばし、太さが1ミリメートルほどの細い紐のように切って作る。
カンポフィローネでは毎年夏になると「マッケロンチーニ祭」が開催されている。